# Staatssymbol
Ein Staatssymbol ist ein sichtbares, klangliches, rituelles oder gedankliches Zeichen (Symbol), das die Werte eines Staates in der Öffentlichkeit veranschaulicht.

## Allgemein
Zu den Staatssymbolen zählen im Rahmen der politischen Symbolik gewöhnlich:
- Staatswappen
  - Reichswappen, Monarchenwappen
  - Wappentiere und Wappenpflanzen
- Farben und Staatsflaggen
  - Nationalflagge, Staatsflagge bzw. Dienstflaggen, Standarte des Staatsoberhauptes, Flaggen oder Standarten der Regierungsmitglieder
- Staatssiegel
- Hymnen
  - Nationalhymne, Königshymne
- Orden und Ehrenzeichen
  - Ritterorden, Verdienstorden
- Hauptstädte, Bauten und Feiertage
  - Ämter, Organe und Einrichtungen

Die Abgrenzung zu den Nationalsymbolen ist aufgrund begriffsgeschichtlicher Entwicklungen (z. B. dass man eher von Nationalhymne, Nationalfeiertag und Nationalflagge spricht) mitunter schwierig, aber daran festzumachen, ob ein Symbol eher den Staat oder das Volk (Nation) repräsentiert. Nur in Nationalstaaten sind Staatssymbole und Nationalsymbole nahezu identisch.

## Europa

### Deutschland
Die deutschen Staatssymbole sind das Bundeswappen und das Bundessiegel, die Bundesfarben und die Bundesflagge, die deutsche Nationalhymne und der Tag der Deutschen Einheit sowie das Bundesverdienstkreuz, in gewissem Sinne auch die Ämter, Organe und Einrichtungen, die die Bundesrepublik Deutschland nach außen hin repräsentieren: z. B. der Deutsche Bundestag und das Reichstagsgebäude, der Bundespräsident und das Schloss Bellevue, der Bundeskanzler und das Bundeskanzleramt. Auch das Brandenburger Tor wird zu den Gebäuden gezählt, die Deutschland symbolisch repräsentieren.
Die Bundesflagge besaß über 50 Jahre lang als einziges deutsches Staatssymbol Verfassungsrang. Mit Inkrafttreten der Föderalismusreform wurde auch die Bundeshauptstadt Berlin in Art. 22 I GG normiert.

### Italien
Die Staatssymbole Italiens sind:
- die Flagge Italiens, genannt Tricolore, sowie das Wappen Italiens
- die Nationalhymne Fratelli d’Italia
- die Standarte des Staatspräsidenten
- das Nationalmonument Monumento Nazionale a Vittorio Emanuele II in Rom
- die Stella d’Italia

### Liechtenstein
Liechtensteinische Staatssymbole sind die Wappen Liechtensteins (großes und kleines Staatswappen), die Flagge Liechtensteins und die Nationalhymne Liechtensteins. Staatssymbole werden in Art. 5 der Verfassung des Fürstentums Liechtenstein, im Gesetz vom 30. Juni 1982 über Wappen, Farben, Siegel und Embleme des Fürstentums Liechtenstein (Wappengesetz) sowie im Strafgesetzbuch (StGB) vom 24. Juni 1987 (§ 248: Herabwürdigung des Staates und seiner Symbole) geregelt.

### Österreich
Die österreichischen Staatssymbole sind das Bundeswappen und der Bindenschild, die Nationalfarben und die Bundesflagge sowie die Österreichische Bundeshymne.

### Schweiz
- Nationalflagge und Wappen
- Schweizer Franken, das Landeskennzeichen CH für Confoederatio Helvetica (lat. Schweizerische Eidgenossenschaft)
- Bundesversammlung in ihren zwei Kammern Ständerat und Nationalrat
- Bundespräsident
- Die Staatssymbolik der Bundesstadt Bern ist dadurch gemindert, dass die Schweiz als Eidgenossenschaft Wert darauf legt, im eigentlichen Sinne keine Hauptstadt zu haben, siehe Hauptstadtfrage der Schweiz.
- Die Helvetia dagegen ist wohl eher Nationalsymbol als Staatssymbol.

## Weitere Kontinente
- Namibia: Die nationalen Symbole Namibias sind gesetzlich National Symbols Act aus dem Jahr 2018 festgeschrieben und entsprechen somit Staatssymbolen. Es handelt sich um die Staatsflagge, Wappen, die Nationalhymne, Siegel und Präsidentenstandarte.[3] Zudem ergeben sich aus dem Wappen indirekt der Schreiseeadler als Nationalvogel, der Gemsbock als Nationaltier und die Welwitschie als nationale Pflanze.